# Андре Милер (кошаркаш)
Андре Милер (енгл. Andre Miller; Лос Анђелес, Калифорнија, 19. март 1976) је бивши амерички кошаркаш. Играо је на позицији плејмејкера.
На драфту 1999. одабрали су га Кливленд кавалирси као 8. пика.

## Успеси

### Репрезентативни
- Игре добре воље:  1998, 2001.

### Појединачни
- Идеални тим новајлија НБА — прва постава: 1999/00.